# Ali Meszkini
Ajatollah Ali Akbar Feyz (ur. 2 grudnia 1922 w Meszginszahr – zm. 30 lipca 2007 w Teheranie) – irański duchowny o poglądach konserwatywnych, przewodniczący Zgromadzenia Ekspertów. 
Prawdopodobną przyczyną śmierci była choroba płuc z którą borykał się duchowny. 